# Стероидогенный острый регуляторный белок
Стероидогенный острый регуляторный белок (англ. Steroidogenic acute regulatory protein, StAR) - белок человека, кодируемый геном STAR на 8-й хромосоме. StAR представляет собой транспортный белок, обеспечивающий доставку холестерина в митохондрии. 

## Характер экспрессии
StAR обильно экспрессирован в яичниках и яичках, несколько слабее - в почках, и не определяется в плаценте. Экспрессия StAR в стероидогенных тканях возрастает в ответ на воздействия, стимулирующие производство стероидов. 

## Медицинское значение
Мутации гена STAR вызывают редкую форму врождённой гиперплазии надпочечников: липоидную гиперплазию надпочечников (OMIM 201710).